# Henckelia reptans
Henckelia reptans är en tvåhjärtbladig växtart som först beskrevs av William Jack, och fick sitt nu gällande namn av Spreng.. Henckelia reptans ingår i släktet Henckelia och familjen Gesneriaceae.

## Underarter
Arten delas in i följande underarter:
- H. r. monticola
- H. r. reptans